# Endro
Anethum graveolens, também conhecido por endro (do latim "*anēthulum", diminutivo de anethum) ou aneto, é uma planta anual da família das Apiáceas (a que pertencem também a salsa e a cenoura), originária da região situada entre o Cáucaso e o Crescente Fértil. É a única espécie no género Anethum. Usada tradicionalmente no Médio Oriente e na Europa de Leste, foi introduzida na Escandinávia e na Europa ocidental, principalmente como erva aromática, sendo utilizadas tanto as folhas como as sementes.
Para além de ser empregado na culinária, o endro era usado como planta medicinal pelos iranianos, egípcios e gregos, na Antiguidade. Também teve significado religioso, sendo utilizado pelos antigos hebreus para pagar o dízimo. Era chamado de “erva-de-deus” pelos arménios.

## Sinônimos
A espécie Anethum graveolens possui oito sinônimos reconhecidos atualmente.
- Anethum arvense Salisb.
- Angelica graveolens (L.) Steud.
- Ferula graveolens (L.) Spreng.
- Peucedanum graveolens (L.) C.B.Clarke
- Peucedanum graveolens (L.) Hiern
- Peucedanum sowa (Roxb. ex Fleming) Kurz
- Selinum anethum Roth
- Selinum graveolens (L.) Vest

## Características

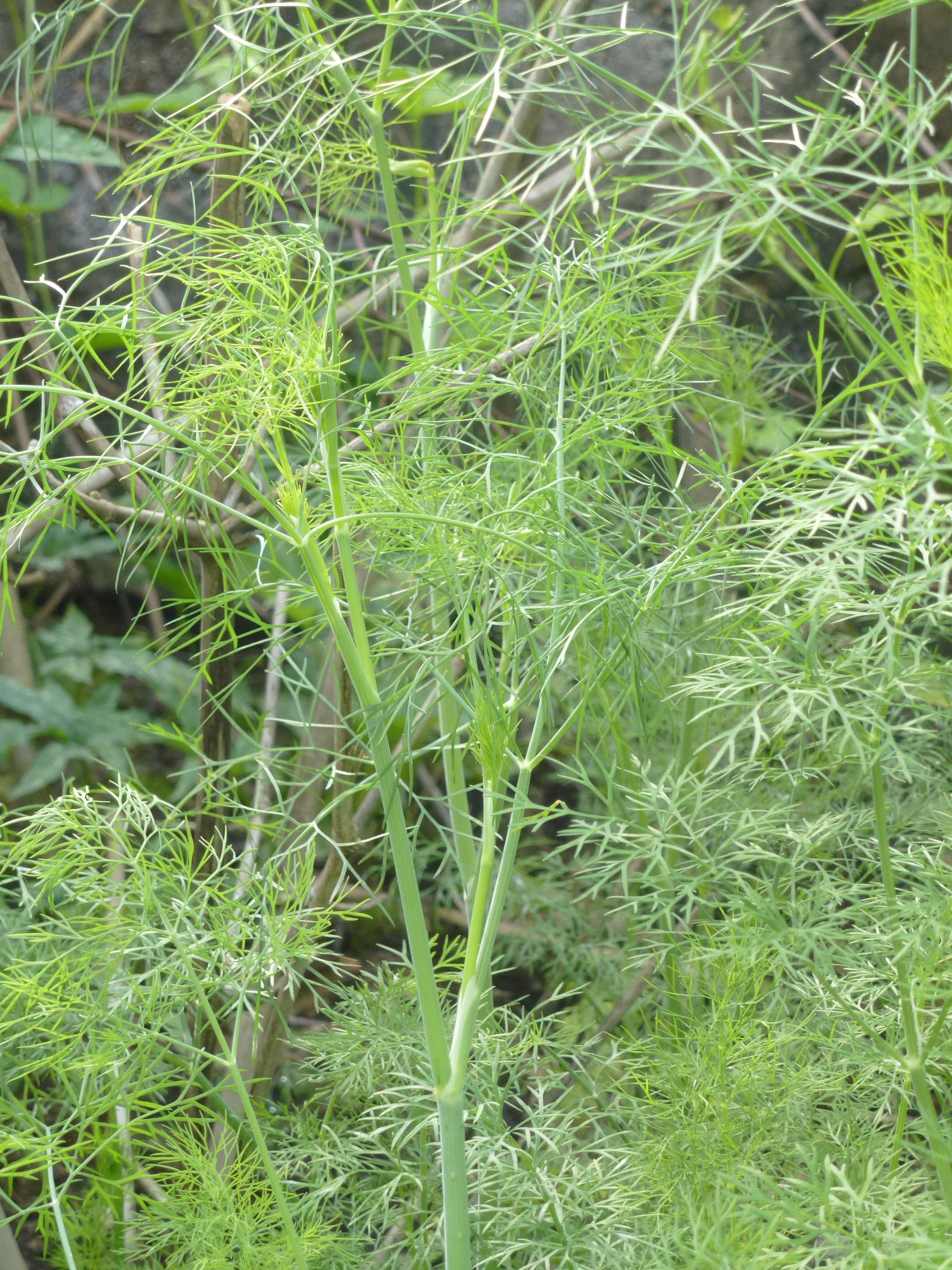

O endro é uma planta herbácea anual, aromática, de caules ocos, que mede 30 a 45 cm de altura mas, excepcionalmente, pode atingir mais de um metro, principalmente se se deixar florescer. As folhas são formadas por um grande número de filamentos, como se fossem penas de aves; o conjunto dos caules e folhas tem cor verde-azulada. Por vezes, confunde-se com o funcho ou erva-doce (não confundir com anis, embora as três espécies sejam aparentadas), mas normalmente tem tamanhos menores, além de possuir uma raiz aprumada, enquanto o funcho a tem fasciculada e com a base dos caules na forma dum pseudobolbo 
As flores, pequenas e amarelas, nascem em grandes umbelas (donde o antigo nome vulgar da família, as “umbelíferas”). Os frutos formam-se em grupos de dois aquénios unidos, cada um com cinco nervuras, duas das quais mais largas que as restantes, dando ao fruto uma forma achatada.

## Culinária
Na Escandinávia, o endro fresco é extensivamente utilizado para temperar e marinar vários peixes e mariscos (por exemplo, arenque e salmão, principalmente na forma de gravad lax), assim como em vários molhos. Na Europa Oriental, o endro é usado para temperar saladas, principalmente à base de couve, sendo também usual no borsch. É ainda adicionado, fresco ou seco, a conservas de fermentação láctica (em salmoura, e não em vinagre), nomeadamente de pepino, couve, tomate e melancia. Também melhora os molhos à base de nata azeda ou iogurte. Por essa razão, várias sopas frias, como tarator da Bulgária e okroshka da Rússia são tradicionalmente temperadas com essa erva. Na Grécia, temperam-se as dolma com endro e, na Turquia e no Irão, é usado em guisados de favas, lentilhas, arroz e outros pratos. Mas a forma pela qual o endro é mais conhecido no Ocidente é nos picles de pepino, chamados por isso dill pickles. As sementes, que têm um vago odor a anis, são utilizadas tanto nas marinadas, conservas e vinagre, como no fabrico de pão e bolos. Na Índia, existe uma variedade que é cultivada para aproveitar as sementes, que são utilizadas em misturas de caril e masala.
Para além desses usos tradicionais, o endro pode ainda ser usado para aromatizar queijos, molhos, manteiga, grelhados, risotos, saladas, em especial a salada de batata, e patês.

## Princípios ativos e uso medicinal
Como qualquer erva aromática, o endro tem propriedades digestivas, sendo tradicionalmente usado especificamente para combater as cólicas e a hiperacidez.